# Лёвланд, Хельге
Хельге Лёвланд — норвежский легкоатлет. На олимпийских играх 1920 года выиграл золотую медаль в десятиборье с результатом 6803,355 очка (5803 очка по современной таблице) и занял 5-е место в пятиборье. 11 раз становился чемпионом Норвегии; 5 раз в беге на 110 метров с барьерами, по 2 раза в пятиборье и десятиборье, также по разу в метании диска и прыжках в длину. На церемонии открытия Олимпиады 1920 годы был знаменосцем сборной Норвегии.

## Биография
Родился в семье лесовладельца Андерса Лёвланла и учительницы Хельги Лингрот. Во время спортивной карьеры выступал за спортивный клуб IF Ørnulf из Осло. После завершения карьеры был спортивным инспектором с 1921 по 1930 год. С 1930 по 1940 год был генеральным секретарём Олимпийского комитета Норвегии. С 1948 по 1953 год был председателем спортивного совета Вооружённых сил Норвегии.